# Pitcairnia colimensis
Pitcairnia colimensis är en gräsväxtart som beskrevs av Lyman Bradford Smith. Pitcairnia colimensis ingår i släktet Pitcairnia och familjen Bromeliaceae. Inga underarter finns listade i Catalogue of Life.